# فولتا كاتالونيا 1940
فولتا كاتالونيا 1940 (بالإسبانية: Volta a Cataluña 1940)‏ هو سباق دراجات هوائية، وهو الموسم رقم 20 من السباق، وأقيم خلال الفترة 5 مايو 1940، وحتى 12 مايو 1940.
فاز فيه بالمركز الأول  كريستوف ديدييه، وبالمركز الثاني  ماتياس كليمنس، وبالمركز الثالث  ماريانو كاناردو.

## الفائزون
| الترتيب | الفائز          |
| ------- | --------------- |
| الفائز  | كريستوف ديدييه  |
| الثاني  | ماتياس كليمنس   |
| الثالث  | ماريانو كاناردو |